# Carsten Bresser
Carsten Bresser, né le 4 septembre 1970 à Wurtzbourg, est un coureur cycliste allemand spécialiste de VTT cross-country.

## Palmarès en VTT

### Jeux olympiques
- Sydney 2000
  - 8e de l'épreuve de cross-country VTT
- Athénes 2004
  - 20e de l'épreuve de cross-country VTT

### Championnats du monde

#### Marathon
Élites
- 3e en 2003
- 10e en 2004

### Championnats d'Europe
- 1993
  - 6e du cross-country
- 2003
  - 10e du cross-country

### Championnats d'Allemagne
- Champion d'Allemagne de cross-country VTT : 
  - Champion (1997)
  - Deuxième (1995, 2003)
  - Troisième (2000)